# Ghost in the Shell
Ghost in the Shell (jap. 攻殻機動隊 Kōkaku kidōtai; pol. Mobilna uzbrojona jednostka porządkowa; inne tłum. Duch w pancerzu) – manga z gatunku science-fiction, stworzona przez Masamunego Shirowa.

## Fabuła
Akcja filmu rozgrywa się w pierwszej połowie XXI wieku, główną bohaterką jest Motoko Kusanagi, dowódca w tajnej organizacji Sekcja 9, specjalizującej się w zwalczaniu przestępczości wykorzystującej nowoczesne technologie. Kusanagi jest prawie całkiem zcyborgizowana, ludzki mózg w sztucznym ciele, zdolna do nadludzkich wyczynów.
Film jest utrzymany w stylu cyberpunkowym, podobnie do cyklu Neuromancer, Graf Zero, Mona Liza Turbo Williama Gibsona, jednak skupia się bardziej na filozoficznych rozważaniach skutków połączenia człowieka i maszyny, wszechobecności sieci komputerowej i rozwoju sztucznej inteligencji, ze szczególnym uwzględnieniem tożsamości i niepowtarzalności człowieka. Kusanagi i jej współpracownicy stawiają czoła zarówno zewnętrznym zagrożeniom i zagadkom jak i wewnętrznym konfliktom dotyczącym ich tożsamości, bardziej maszynowej niż ludzkiej.
Nadrzędny wątek mangi i jedyny filmu to pościg za cybernetycznym przestępcą zwanym Władcą Marionetek, którego rzeczywista tożsamość jest nieznana. Popełnia on wiele przestępstw połączonych wspólnym sposobem działania, określanym jako ghost hacking. Ghost hacking to przejęcie kontroli nad umysłem człowieka. W trakcie rozwiązywania zagadki Władcy Marionetek staje się jasne, że nie jest to zwykły przestępca, ale autonomiczny projekt sztucznej inteligencji, stworzony przez ten sam rząd, któremu służy Sekcja 9. Władca Marionetek wyrwał się na wolność, aby zdobyć prawdziwe ciało i ludzką tożsamość. Kusanagi, początkowo sceptyczna, ostatecznie zgadza się pozwolić Władcy Marionetek połączyć się z jej świadomością, dzieli się swoim ciałem, co ma bez wątpienia wzbudzić jeszcze więcej pytań co do natury człowieka w świecie, gdzie ludzka świadomość nie jest już unikatowa.
Mangę charakteryzuje również wielka liczba przypisów i komentarzy samego Shirowa, przybliżających tło technologiczne, socjologiczne i polityczne. W angielskim połączonym wydaniu wszystkich odcinków zajmują one ponad trzydzieści stron.
Druga część filmu (Ghost in the Shell: Innocence) nie jest bezpośrednią kontynuacją. Akcja koncentruje się wokół śledztwa w sprawie serii morderstw popełnionych przez gynoidy (androidy płci żeńskiej). Głównymi bohaterami tej części zostają Batō i Togusa – partnerzy Motoko z Sekcji 9, którym – podobnie jak wcześniej Motoko – przyjdzie szukać odpowiedzi na pytania dotyczące człowieczeństwa i zagrożeń płynących z dokonującego się coraz szybszego postępu techniki. Podłoże anime stanowią m.in. nowela Tomorrow’s Eve (autorstwa Auguste’a Villiers’a de L’Isle-Adama) z 1866 r. i Locus Solus Raymonda Roussela; Oshii czerpie też inspirację z licznych nurtów filozofii – Konfucjusza, Platona, Kartezjusza i in.

## Postaci
- Motoko Kusanagi (jap. 草薙素子)

Seiyū: Atsuko Tanaka  (wersja z 1995 roku)
- Batō (jap. バトー)

Seiyū: Akio Ōtsuka  (wersja z 1995 roku)
- Togusa (jap. トグサ)

Seiyū: Kōichi Yamadera  (wersja z 1995 roku)
- Ishikawa (jap. イシカワ)

Seiyū: Yutaka Nakano  (wersja z 1995 roku)
- Aramaki (jap. 荒巻)

Seiyū: Tamio Ōki  (wersja z 1995 roku)
- dyrektor Nakamura (jap. 中村部長 Nakamura-buchō)

Seiyū: Tesshō Genda  (wersja z 1995 roku)
- Dr Willis (jap. ウィリス博士 Uirisu-hakase)

Seiyū: Masahisa Naruki  (wersja z 1995 roku)
- Władca Marionetek (jap. 人形使い Ningyōdzukai)

Seiyū: Iemasa Kayumi  (wersja z 1995 roku)
Seiyū: Yoshiko Sakakibara  (wersja 2.0)

## Manga
Manga została pierwotnie opublikowana w magazynie Young Magazine, zaś wersję tomikową wydano 2 października 1991 roku. 26 czerwca 2001 roku wydano drugi tom tego komiksu, zaś 17 lipca 2003 roku wydano tom „1.5”. Wszystkie trzy tomy zostały wydane na polskim rynku przez wydawnictwo JPF, oznaczając je kolejnymi numerami wydawnictwa ciągłego (oryginalna manga jako tom pierwszy, część druga – tom drugi, część 1.5 – tom trzeci).

## Anime

### Filmy animowane
W 1995 roku powstał na jej podstawie film pełnometrażowy, reżyserowany przez Mamoru Oshiiego. Filmowi poświęcono dużo uwagi z powodu użytych przy jego tworzeniu rewolucyjnych technik komputerowych. Muzyka skomponowana przez Kenjiego Kawaia, z charakterystycznym brzmieniem instrumentów perkusyjnych i żeńskiego chóru, jest jednym z najważniejszych elementów tworzących klimat filmu. Za scenariusz odpowiadał Kazunori Itō. Za produkcje odpowiadała firma Production I.G.
W 2008 roku odświeżono oryginalną wersję filmu wydając ją pod nazwą  Ghost in the Shell 2.0. Film w tej wersji pojawił się w Japońskich kinach 12 lipca 2008. W niektórych scenach animacje i efekty komputerowe zostały wykonane na nowo. Od nowa zmiksowano również ścieżkę dźwiękową i nagrano na nowo dialogi, zatrudniając w większości tych samych seiyū.
W roku 2004 nakręcono kontynuację filmu, zatytułowaną Ghost in the Shell 2: Innocence (jap. イノセンス, Inosensu). Warto nadmienić, że prace nad Innocence trwały dziewięć lat; produkcja ta była też jednym z nielicznych filmów animowanych prezentowanych w historii Festiwalu Filmowego w Cannes.
W roku 2006 premierę swoją miał film Kōkaku kidōtai: Stand Alone Complex: Solid State Society, trzecia część serii filmów Ghost in the Shell będąca kontynuacją składającego się z 52 odcinków serialu. Fabuła serialu, jak i filmu po nim następująca, nie jest ścisłą kontynuacją pierwszych dwóch części filmu.
W 2007 roku ukazały się kolejne dwa filmy:  Kōkaku kidōtai: Stand Alone Complex: Laughing Man, który jest swoistym streszczeniem pierwszego sezonu serialu (26 odcinków), oraz Kōkaku kidōtai: Stand Alone Complex 2 nd GIG: Individual Eleven, jako okrojona wersja drugiego sezonu.

### Serial telewizyjny
W roku 2002 zrealizowano telewizyjny serial anime, wykorzystujący postaci i świat z mangi, z muzyką Yōko Kanno. Serial otrzymał tytuł Ghost in the Shell: Stand Alone Complex; w 2004 roku zrealizowano jego kontynuację, Ghost in the Shell: Stand Alone Complex 2nd GIG.

## Polskie emisje i edycje płytowe
Ghost in the Shell został parokrotnie wyemitowany w komercyjnej stacji telewizyjnej Canal+ z polskim tytułem Duch w pancerzu, pierwszy raz w 1997 roku. W 1999 roku, Manta wydała na licencji Manga Entertainment, anglojęzyczną wersję na nośniki VHS. Na dziesiątą rocznice premiery, 11 września 2005 roku, anime ukazało się w Polsce na DVD nakładem magazynu Kino Domowe. Wydanie to zawierało zremasterowany obraz, trzy ścieżki dźwiękowe (japońska, angielska i polski lektor) oraz dwie wersje napisów według tłumaczenia angielskiego i japońskiego (tzw. fansuby). 26 października 2006 pojawiło się kolejne wydanie specjalne, tym razem dwupłytowe z dodatkami i kolekcjonerskim pudełkiem. Zabrakło w nim angielskiej ścieżki dźwiękowej. To samo wydawnictwo wydało 5 grudnia 2008 roku, film Innocence, a w latach 2006-2007, dwa sezony serialu. Od 7 lutego 2011, pierwszy sezon był emitowany na Hyper.

## Film aktorski (2017)
18 marca 2017 miała miejsce premiera amerykańskiego filmu ze Scarlett Johansson w roli Major, nawiązującego fabułą do Ghost in the Shell: Stand Alone Complex.

## Filozofia

### Ghost
Ghost, po polsku duch, oznacza tu esencję danej istoty, to co odróżnia człowieka od biologicznego robota. Niezależnie od tego ile ciała zostanie zastąpione mechanizmem lub elektroniką, istota pozostaje sobą tak długo jak duch jest nienaruszony.
Masamune Shirow zapożyczył swą koncepcję ducha z eseju o strukturalizmie Duch w maszynie Artura Koestlera. Słów duch w maszynie użył po raz pierwszy Gilbert Ryle, parodiując paradoks konwencjonalnego dualizmu kartezjańskiego. Koestler, tak jak Ryle, sprzeciwia się temu dualizmowi i przedstawia umysł jako pochodną fizycznego stanu mózgu.
Również Shirow jest przeciwny dualizmowi w swoim dziele. Opierając się na idei Koestlera, Shirow rozszerza pojęcie ducha z cechy fizycznej do stanu lub zjawiska pojawiającego się w systemach o odpowiednim stopniu złożoności. Mózg jako taki jest tylko częścią całej sieci neuronowej, więc jeśli usunie się jakiś organ z ciała, to znikną nerwy, a wskutek tego również duch. Chyba że uda się wystarczająco dokładnie odtworzyć bodźce generowane przez ten organ przy użyciu mechanizmu lub elektroniki.
W Ghost in the Shell, Kusanagi odtwarza wszystkie bodźce produkowane normalnie przez ludzkie ciało, żeby podtrzymać istnienie swojego ducha. Przy próbie przenoszenia ducha z jednego ciała do innego następuje zwykle porażka powodowana różnicami systemów lub brakami w protokole przesyłania. Władca Marionetek jest w stanie przetrwać połączenie z Kusanagi, gdyż jego ciałem jest informacja, stąd brak upośledzenia na poziomie materii.

### Pozbawienie ducha
Jedną z konsekwencji takiego spojrzenia na rzeczywistość jest ostateczne rozstrzygnięcie problemu natura czy wychowanie. Kiedy przestępca zostaje oskarżony w świecie przyszłości stworzonym przez Masamunego Shirowa, najpierw przeprowadza się jego drobiazgowe badanie. Jeśli nastąpi odkrycie, że zbrodnię popełniono na skutek wad biologicznych lub elektronicznych elementów mózgu, to wada jest po prostu naprawiana, a oskarżony zwalniany. Jeśli przestępstwo jest wynikiem działalności ducha osoby, to istnieje tylko jeden lek: usunięcie części mózgu odpowiedzialnej za komunikację z duchem, inaczej pozbawienie ducha (de-ghosting). Zapobiega to przyszłym przestępstwom.

### Tachikoma/Fuchikoma/Uchikoma
Tachikoma (nazwa Tachikoma używana jest w Stand Alone Complex w Solid State Society zastępują je Uchikomy, Fuchikoma pochodzi z mangi) to autonomiczne mini-czołgi wykorzystywane przez Sekcję 9. Ich konstrukcja zawiera bardzo elastyczną, zdolną do adaptacji sztuczną inteligencję, brakuje im natomiast wielu zabezpieczeń istniejących w innych robotach. Chociaż pozwala im to działać niestandardowo i zaskakująco, wymaga od członków Sekcji 9 pilnego ich śledzenia, żeby uniknąć rozwoju niepożądanych u nich emocji.
Filozofia Sekcji 9 zakłada, że przewidywalne zachowanie powoduje przewidywalne problemy. Sekcja 9, jako organizacja musi być zróżnicowana, by działać różnie i nieprzewidywalnie, by przetrwać. Nadmierna specjalizacja prowadzi do słabości. To powolna śmierć (Overspecialize, and you breed in weakness. It's slow death).

### Cyberbrain Warfare
Cyberbrain warfare (wojna cybermózgów) – to stosowanie ghost hackingu na skalę operacji wojskowych. Zaatakowanym ofiarom można zmienić odbierane bodźce zmysłowe lub całkowicie zniszczyć wspomnienia. Jest to przedstawiane jako naturalna konsekwencja połączenia elektroniki i komunikacji bezprzewodowej z ludzkim mózgiem. Pomimo ewidentnego ryzyka, nawet najbardziej paranoidalne postaci uzyskują z łączenia umysłów w sieć wystarczającą ilość korzyści, żeby stało się to dla nich koniecznością. Można wnioskować, że każda ścieżka, którą informacja dociera do mózgu może zostać wykorzystana do ghost hackingu.

## Wpływ na inne dzieła
Ghost in the Shell stanowił inspirację dla wielu twórców filmowych. Przykładowo film anime stanowił inspirację dla rodzeństwa Wachowskich przy tworzeniu filmu Matrix; wcielone do filmu zostały takie elementy jak „podłączanie” się bohaterów do sieci za pomocą wtyczki z tyłu głowy, czy też zielony deszcz cyfr reprezentujący kod matrixa. James Cameron również wymienił Ghost in the Shell jako źródło inspiracji przy tworzeniu Avatara oraz Steven Spielberg przy A.I. Sztuczna inteligencja.
Manga Ghost in the Shell stanowiła inspirację dla gry komputerowej Oni, a także wpłynęła na takie gry jak Metal Gear Solid, Deus Ex oraz Cyberpunk 2077.
Fragmenty filmu anime wykorzystano w oficjalnym teledysku do utworu „King of My Castle” autorstwa Wamdue Project.

## Ważne elementy świata przedstawionego
- Ghost hacking to fikcyjna czynność. W świecie Ghost in the Shell, wielu ludzi ma możliwość bezpośredniego podłączania swoich mózgów do rozmaitych sieci. Zasadniczo używa się firewalli, jednak czasami nie stają one na wysokości zadania, a zdolny włamywacz jest w stanie uzyskać bezpośredni dostęp do umysłu zaatakowanego. Można w ten sposób używać cudzych zmysłów, żeby rozpoznać sytuację bez narażania się. W Ghost in the Shell Sekcja 9 ucieka się czasem do tej metody. Bardziej szkodliwe rezultaty to możliwość zmiany pamięci.
- Projekt 2501 program opracowany przez Ministerstwo Spraw Zagranicznych do działalności wywiadowczej i szpiegowskiej. Ma on dostęp do wszystkich baz danych na świecie. Dostęp do Wszechinformacji dał projektowi 2501 możliwość osiągnięcia stanu inteligentnej formy życia – jest to najwyższa apoteoza informacji, jaką można sobie wyobrazić. Tym łatwiej jest zrozumieć, iż ten, kto posiada dostęp do tych informacji, ma władzę nad światem. W filmie Ghost in the Shell Projekt 2501 jest narzędziem Ministerstwa Spraw Zagranicznych i jako Władca Marionetek grozi ujawnieniem szczegółów tajnych operacji szpiegowskich. Powstaje podwójne zagrożenie: nie tylko informacje zostaną upublicznione, ale także dostęp do nich zostanie odcięty z powodu dezercji Projektu 2501 – bytu stworzonego w oceanie danych. Dlatego korporacja, bo taką właśnie strukturę ma ministerstwo, mobilizuje wszystkie swoje siły, aby unicestwić Władcę Marionetek.